# Бандхольц, Вилли
Вилли Бандхольц (нем. Willy Bandholz; 28 июля 1912, Шенефельд, Германская империя — 29 января 1999, Римини, Италия) — немецкий гандболист. Чемпион Олимпийских игр 1936 года в Берлине.
В 1936 году Бандхольц вошёл в состав сборной Германии для участия в олимпийских играх в Берлине, на которых впервые был представлен гандбол. На соревнованиях он принял участие во всех пяти встречах, а его сборная стала олимпийским чемпионом, одержав победы в каждом из матчей.
На клубном уровне известен по выступлениям за «Oberalster VfW».